# 科巴爾特 (愛達荷州)
科巴爾特（英語：Cobalt）是位於美國愛達荷州萊姆哈伊縣的一個非建制地區。該地的面積和人口皆未知。

## 地理
科巴爾特的座標為45°05′35″N 114°13′54″W / 45.09306°N 114.23167°W，而該地的平均海拔高度為1538米（即5046英尺）。